# ヤシン・ムタウアキル
ヤシン・ムタウアキル（Yassin Moutaouakil, 1986年7月18日 - ）は、フランス・ニース出身のサッカー選手。ヘイズ・アンド・イェディング・ユナイテッドFC所属。ポジションは右SB。モロッコにルーツを持つ。

## 経歴
リーグ・ドゥのLBシャトールーでプロデビュー。2007年に60万ユーロでチャールトン・アスレティックFCと4年契約を結ぶも、シーズン当初は背番号を与えられなかった。2009-10シーズン前半にはマザーウェルFCへとレンタル移籍。同シーズン終了後に契約を満了した。その後1年間無所属の状態が続いたが、2011年6月にヘイズ・アンド・イェディング・ユナイテッドFCと新たに契約、同年12月に初めてリーグ出場を果たした。
2013年1月24日、フットボールリーグ1のポーツマスFCに移籍。シーズン後半戦で19試合に出場、クラブは降格が決定したものの同年5月9日に1年間の契約延長が発表された。2016年8月、ヘイズに復帰した。
U-19フランス代表としてUEFA U-19欧州選手権で優勝を経験。また2007年トゥーロン国際大会に出場。エスポワール（U-21）での出場歴もある。

## 所属クラブ
- LBシャトールー 2004-2007
- チャールトン・アスレティックFC 2007-2010.6

→  マザーウェルFC 2009-2010.1 (Loan)
- ヘイズ・アンド・イェディング・ユナイテッドFC 2011.6-2013.1
- ポーツマスFC 2013.1-2014
- ヘイズ・アンド・イェディング・ユナイテッドFC 2016.8-